# مخطط إلكتروني

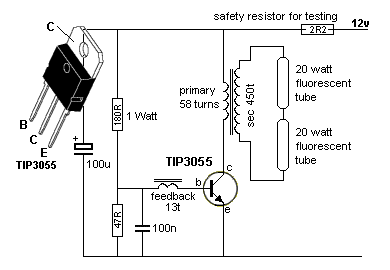
دارة تشغيل نيون على البطارية

المخططات الإلكترونية هي خريطة ذات رموز إلكترونية مرسومة توضح محتوى الدارات الإلكترونية بحيث يسهل معرفة المكونات الإلكترونية أو العناصر الإلكترونية داخل الدارة الإلكترونية